# David Donato
David Thomas Donato (21. března 1954 – 2. únoraa 2021) byl americký zpěvák známý pro jeho spolupráci se skupinou Black Sabbath, se kterou hrál během let 1984 a 1985, dema nahraná v tomto období zůstávají nevydané, s výjimkou zkoušky v roce 1985, na které byli Donato, Tony Iommi, Geezer Butler a Bill Ward, ta se objevila v roce 2006 na internetu. Tuto zkoušku produkoval Bob Ezrin. Po odchodu z Black Sabbath, se společně s bývalým kytaristou Kiss Mark St. Johnem připojil ke glam metalové skupině White Tiger.

## Diskografie

### Album
- White Tiger (1986)